# Maharajganj (Raebareli)
Mahrajganj is een nagar panchayat (plaats) in het district Raebareli van de Indiase staat Uttar Pradesh.

## Demografie
Volgens de Indiase volkstelling van 2001 wonen er 6.027 mensen in Mahrajganj, waarvan 52% mannelijk en 48% vrouwelijk is. De plaats heeft een alfabetiseringsgraad van 62%.